# ナナイロプリズム福岡
ナナイロプリズム福岡（ナナイロプリズムふくおか、Nanairo PRISM FUKUOKA）は、福岡県久留米市を本拠地とする2019年創立の女子7人制ラグビーチーム。一般社団法人Nanairo lab（ナナイロラボ）が運営している。
ここではチームを運営するNanairo labについても記述する。

## 来歴
CEOの村上秀孝は、かつて久留米大学医学部ラグビー部に在籍。医師となってからは、2002年6月開催のU21世界選手権（南アフリカ大会）で U21日本代表のドクターとして帯同。2011年ワールドカップ（第7回・ニュージーランド大会）に出場する日本代表のチームドクター、2016年からサンウルブズのドクターを務めた。
村上は一般社団法人Nanairo lab（ナナイロラボ）を設立し、2019年11月24日に久留米大学と包括連携協定（施設利用、人材育成、地域振興など）を締結。
2019年12月10日に、女子7人制ラグビーチーム「ナナイロプリズム福岡」を結成。7人制ラグビー女子日本代表の主将を10年務めた中村知春がGMを務め、契約選手としても在籍する。ヘッドコーチに、2016年リオデジャネイロオリンピックで4位入賞した7人制ラグビー男子日本代表キャプテンを務めた桑水流裕策が就任。
2022年2月、「ナナイロカップ（九州ウィメンズセブンズ2022）」（主催：九州ラグビーフットボール協会、共催：Nanairo lab）を開催。ナナイロプリズム福岡は準優勝となる。
2023年2月3日に、Nanairo labは久留米市と連携協定（スポーツの推進、地域活性化など）を締結した。
太陽生命ウィメンズセブンズシリーズ2023で年間総合4位となり、2024シリーズからコアチーム（メインとなる12チーム）での出場が決定。

## 戦績
北洋建設 presents Nanairo CUP北九州「KYUSHU WOMEN’S SEVENS」
- 2022年（第1回）：準優勝 / 6チーム[8]
- 2023年（第2回）：3位 / 10チーム[12]
- 2024年（第3回）：3位 / 10チーム[13][14][15][9]

Regional Women’s Sevens （リージョナルウィメンズセブンズ）
- 2022年[16]：優勝[17][18] / 9チーム - 「太陽生命ウィメンズセブンズシリーズ2023」の出場権を得る。

太陽生命ウィメンズセブンズシリーズ
- 2022年：第3戦（鈴鹿大会）にゲストチームとして参加[19]、9位[20][21] / 16チーム
- 2023年大会[22]：年間総合4位[11]（第1戦:9位[23]、第2戦:3位[24]、第3戦:4位[25]、第4戦:2位[11]）/ 16チーム

- 2024年大会[26]：年間総合6位[27]（第1戦:3位[28]、第2戦:8位[29]、第3戦:7位[30]、第4戦:4位[27]）/ 12チーム